# Rivière Beaulne
Rivière Beaulne är ett vattendrag i Kanada.   Det ligger i provinsen Québec, i den sydöstra delen av landet, 160 km nordost om huvudstaden Ottawa.
I omgivningarna runt Rivière Beaulne växer i huvudsak blandskog. Runt Rivière Beaulne är det glesbefolkat, med 14 invånare per kvadratkilometer.